# Binder Pál (zoológus)
Binder Pál Péter (Komárom, 1938. június 29.) zoológus.

## Élete
Apai ágon szepességi német eredetű családból származik. Nagyszülei Binder Béla és Kiss Mária, szülei Binder Béla és Léránt Erzsébet voltak. Testvérei Béla József (1933) és László (1936).
Édesapja a második világháborúban elesett, házukat pedig lebombázták. Édesanyja egyedül nevelte két testvérével. Már 16 évesen a Szlovák Egyetem Természettudomány Karán kezdett dolgozni, ahol id. Ján Brtek vezetésével megismerkedett a preparátor munkával. 1962-ben Brtek halálát követően átvette a preparátori tisztséget. 1971-től zoológus lett a Duna Menti Múzeumban. 1978-ban mérnöki diplomát szerzett a nyitrai Mezőgazdasági Főiskolán.
Számos természetvédelmi terület védelmében, megmentésében és létrehozásában segédkezett. Több kiállítás szerzője, három rövidfilm szakmai tanácsadója. Az ifjúságot természetszeretetre nevelte. A Biológiai Olimpia Járási Bizottságának aktív tagja volt.
A Szlovák Természet- és Tájvédelmi Szövetség, a Szlovák Zoológiai Társaság, a Szlovák Ornitológiai Társaság alapító tagja, a CITES Egyezmény Tanácsadó Testületének tagja.

## Elismerései
- Szlovák Természetvédelmi Egyesület tiszteletbeli elismerése
- Szlovák Vadászegyesület aranyérme
- Szlovákiai Múzeumok Egyesületének emléklapja

## Művei
- 1980 Fauna okresu Komárno. Sprievodca XVI, 45-58.
- 1981 Rozšírenie a bionómia bociana bieleho (Ciconia ciconia) v okresoch Dunajská Streda a Komárno. Časopis Stredoslovenskej zoologickej spoločnosti.
- 1991 Fauna obojživelníkov (Amphibia) komplexu Zobora. Zobor 2, 321-329.
- 1992 Výskyt vydry riečnej (Lutra lutra) v Martovciach. Iuxta Danubium 10, 216-218. (tsz. Stollmann András)